# 卡勒·松德奎斯特
卡勒·松德奎斯特（瑞典語：Kalle Sundqvist，1962年11月29日—），瑞典男子皮划艇运动员。他曾代表瑞典参加1984年、1988年和1992年夏季奥林匹克运动会皮划艇比赛，获得一枚银牌。